# Mistrzostwa Świata w Kolarstwie Torowym 1906
14. Mistrzostwa Świata w Kolarstwie Torowym odbyły się w szwajcarskiej Genewie.

## Medaliści

### Mężczyźni
| Konkurencja                              | Złoto              | Srebro              | Brąz                |
| ---------------------------------------- | ------------------ | ------------------- | ------------------- |
| Sprint indywidualny amatorów             | Francesco Verri    | Émile Delage        | Dario Rondelli      |
| Wyścig ze startu zatrzymanego amatorów   | Maurice Bardonneau | Victor Tubbax       | Émile Eigeldinger   |
| Sprint indywidualny zawodowców           | Thorvald Ellegaard | Gabriel Poulain     | Émile Friol         |
| Wyścig ze startu zatrzymanego zawodowców | Louis Darragon     | Arthur Vanderstuyft | Jules Schwitzguébel |

## Klasyfikacja medalowa
| Miejsce | Państwo    |   |   |   | Razem |
| ------- | ---------- | - | - | - | ----- |
| 1.      | Francja    | 2 | 2 | 2 | 6     |
| 2.      | Włochy     | 1 | 0 | 1 | 2     |
| 3.      | Dania      | 1 | 0 | 0 | 1     |
| 4.      | Belgia     | 0 | 2 | 0 | 2     |
| 5.      | Szwajcaria | 0 | 0 | 1 | 1     |